# 콜린 모크리

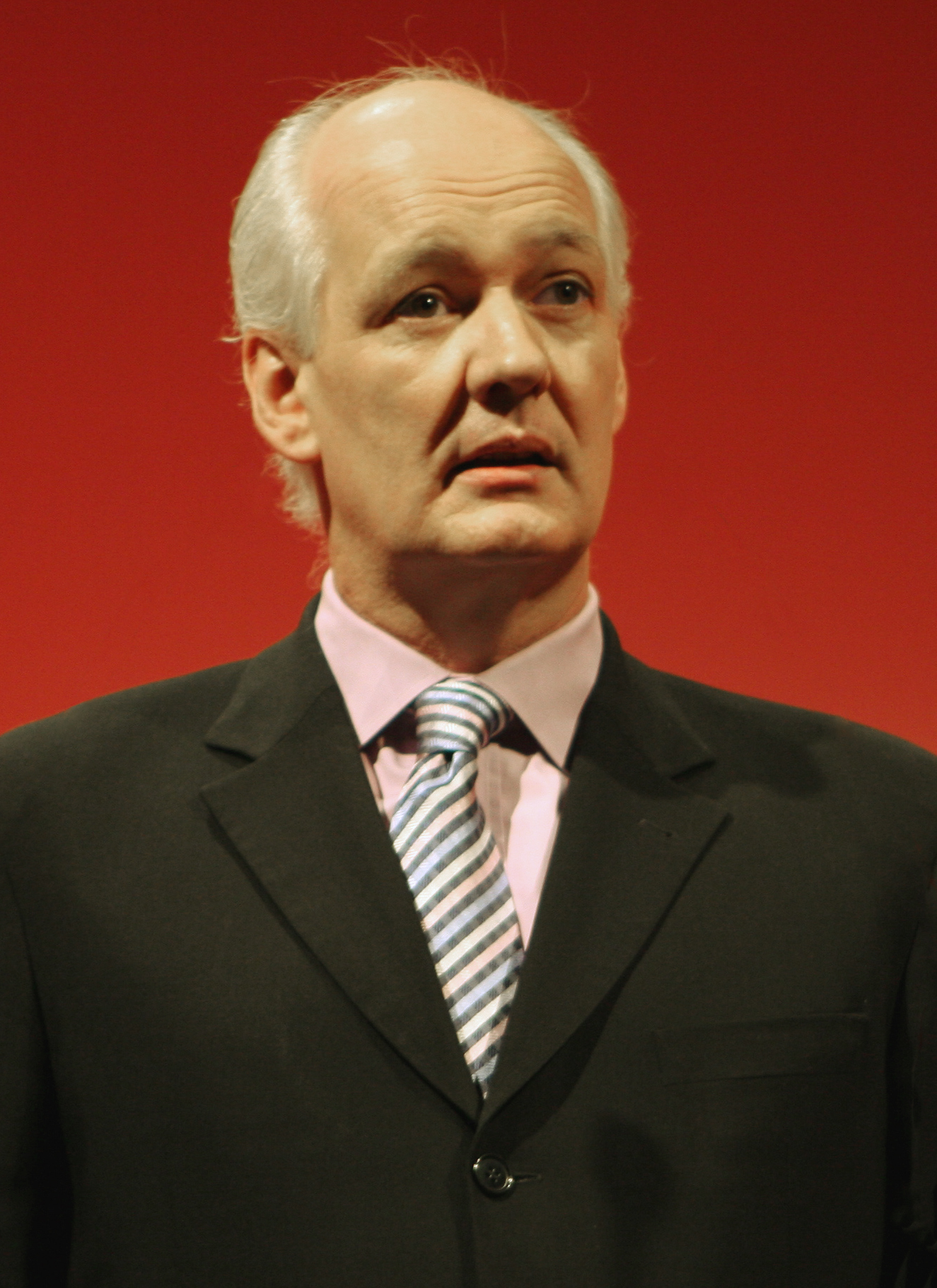

콜린 모크리(Colin Mochrie, 1957년 11월 30일 ~ )는 캐나다의 배우이다.
킬마녹에서 태어났다.

## 출연 작품
- 디 애니버서리 (2014년)
- 퍼 크레이지 (2013년)
- 플리즈 킬 미스터 노우 잇 올 (2013년)
- 얼빈 웰쉬스 엑스터시 (2011년)
- 그레이비 트레인 (2010년) - 체스터 추빈스 역
- Puck Hogs (2009)
- 킷 킷트릿지: 아메리칸 걸 (2008년)
- 아이 두 & 아이 돈트 (2007년)
- 서바이빙 마이 마더 (2007년)
- 턱시도 (2002년) - 박물관 주인 역
- 금발이 너무해 두번째 이야기 (2001년)
- 럭키 넘버 (2000년)
- 고티 (1996년)
- 스페이스헌터 (1983년)

### 텔레비전
- 더 드류 캐리 쇼 (1995년)